# 河南历史
河南古称豫州，是《尚书》《尔雅》《周礼》等古代典籍中所记载的九州之一。而豫州成为一级行政区划，始于西汉，魏晋南北朝都有豫州建制。唐朝设置河南道，北宋设京畿路和京西北路，元朝设置河南江北行省，明朝为河南承宣布政使司，清朝改为河南布政使司，通称河南省。
河南是中华民族的重要发源地，古称中州、中原、中国等。夏、商、周、秦、汉、魏、晋、北魏、隋、唐、北宋时期，当时的首都或最大城市都在今河南境内。北宋建炎年间全境沦于金国后，河南逐渐开始衰弱。

## 舊石器时代，新石器時代，三皇五帝時代

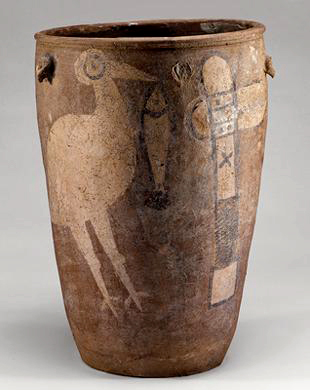
彩绘鹳鱼石斧图陶缸，临汝县出土，仰韶文化，中国国家博物馆藏

河南省发现的古人类主要有南召猿人、栾川人、许昌人等。南召猿人牙齿化石发现于南召县杏花山，大约生活在69万至23万年前。栾川人牙齿化石出土于栾川县孙家洞遗址，同样属于猿人，年代约为73万至30万年前。许昌人头骨化石出土于许昌市灵井遗址，他们生活在12.5万至10.5万年前，兼有北京人与和县人等中国北方古人类、尼安德特人、早期现代人的特征。郑州市老奶奶庙遗址等嵩山东麓5万至3万年前的旧石器时代遗址，为中国及东亚现代人类的本土起源说提供了证据。老奶奶庙遗址古人类喜欢将大量猎物的下颌骨摆放在家中，新郑市赵庄遗址居民长途搬运紫红色石英砂岩砌成堆，并在堆上摆放古棱齿象头骨。这些非功利性行为体现了现代人种的特点。
新石器时代：裴李岗文化、仰韶文化、庙底沟二期文化、龙山文化。

## 夏

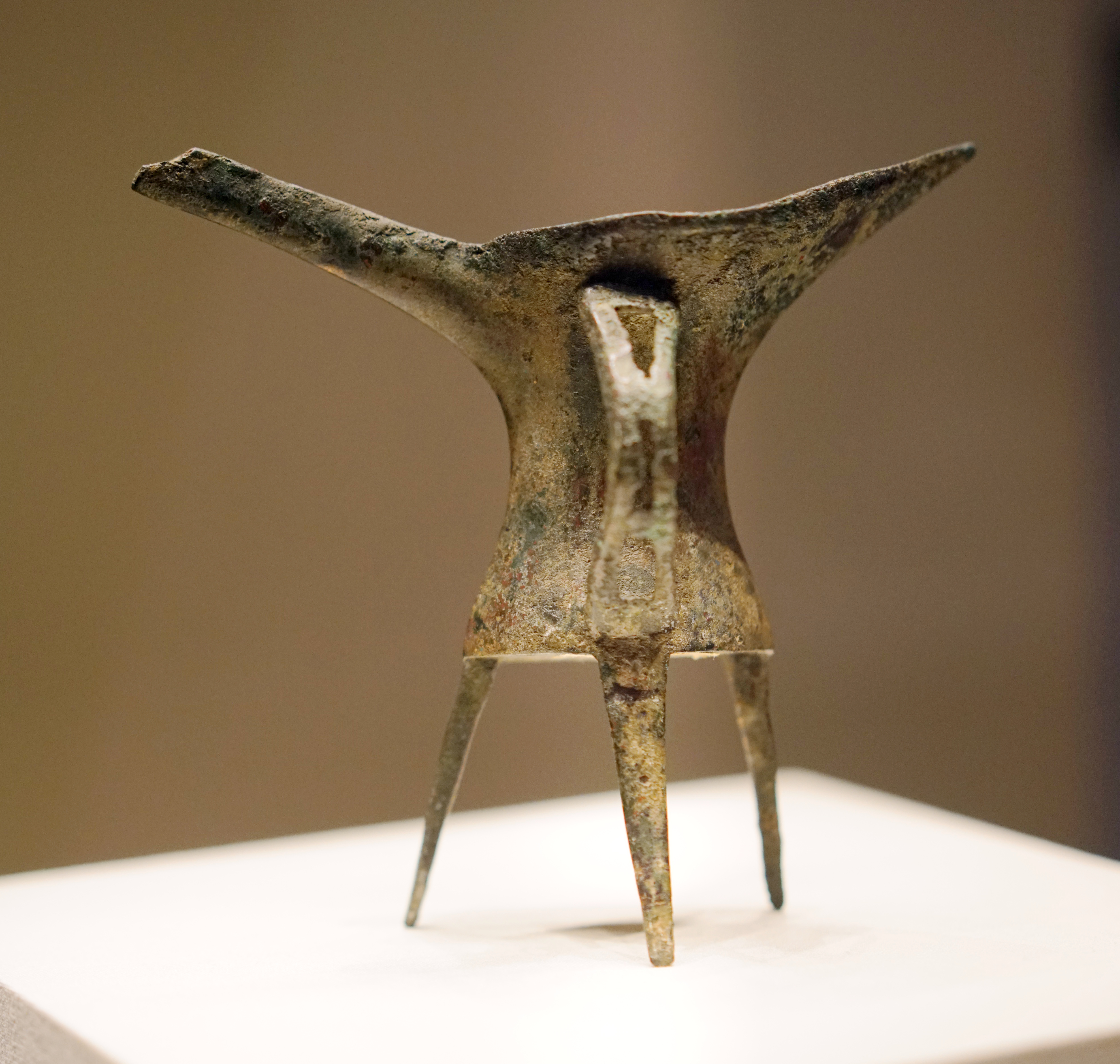
偃师二里头遗址出土的青铜爵

登封有夏代龙山文化城堡遗址。

## 商

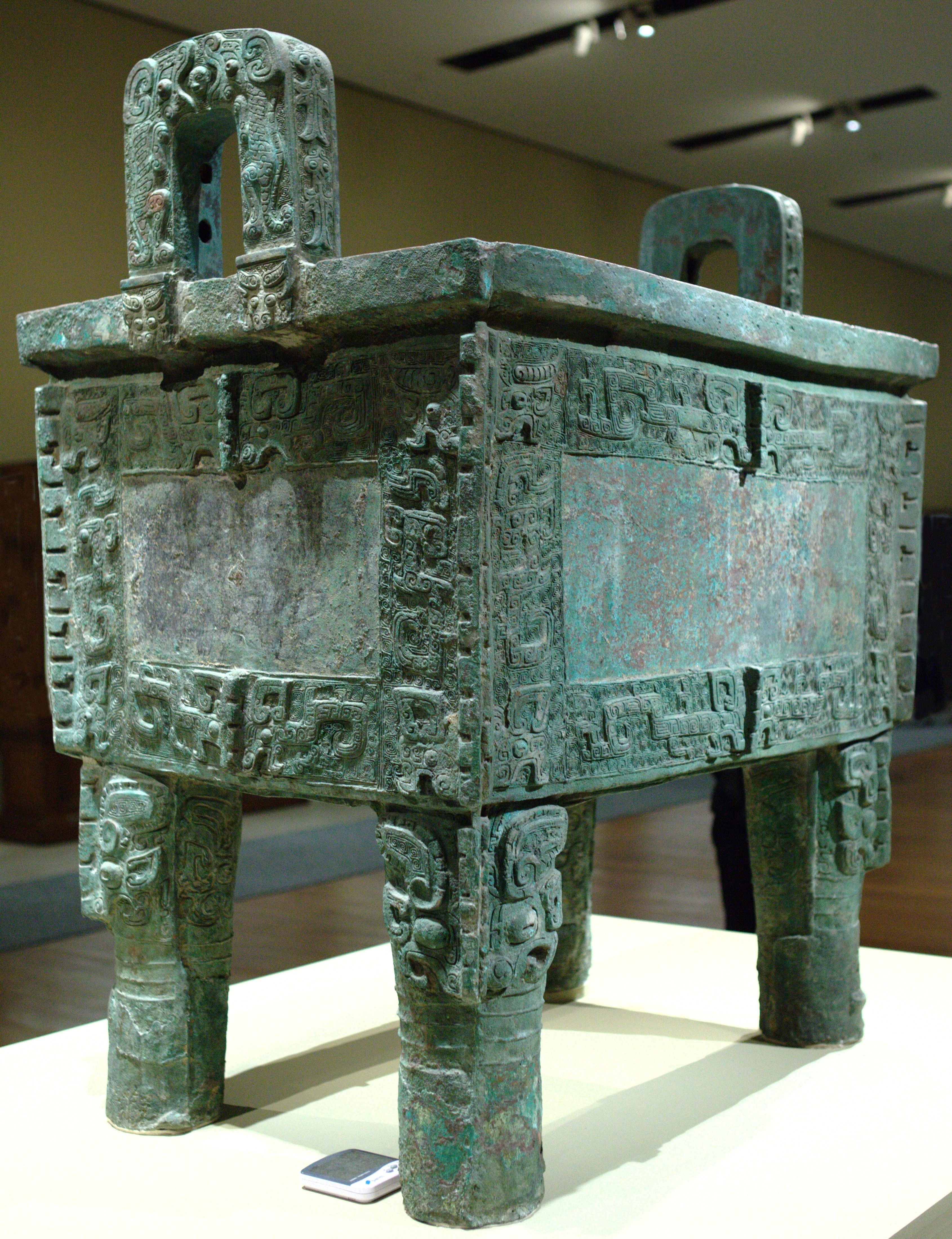
安阳出土的后母戊鼎，中國國家博物館藏

商代在河南建都，后来迁到“殷”（今安阳）。朝歌（河南省北部的淇县）是商朝武乙、帝乙  、帝辛最后几代殷王的都城。周灭商后，康叔被封在朝歌建立衞國，都于此403年。
偃师商城、洹北商城、郑州商城、殷墟

## 西周
西周周成王時，周公修建城都雒邑，以作為防備東方叛亂的根據地。

## 春秋战国

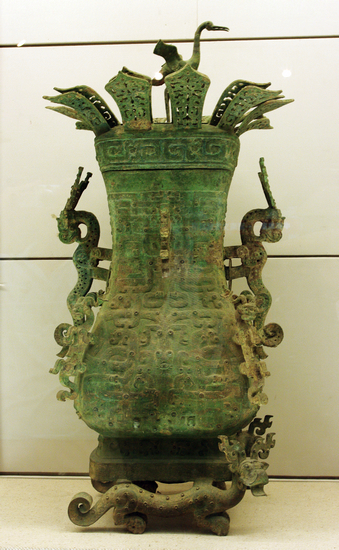
新郑郑公大墓出土的莲鹤方壶，河南博物院藏

公元前711年周王朝迁都雒邑，开始分裂动荡的东周时期，那时河南分成许多小国，如戴国、陈国、蔡国、曹国、郑国、衞國和宋国。北面的强国晋国后来分为三个国家，其中韩国的都城新郑和魏国的都城大梁（开封）都在今天河南境内。南面的强国楚国(楚国第一个首都丹阳可能也在今河南境内)也在河南南部拥有南阳等军事要地。最终，在前221年，西面的秦国消灭了所有诸侯国，形成了统一的中国。
而春秋战国时期的百家齐放，很多影响中华文化后代的哲学家思想家很多也从黄河两岸走出。

## 秦汉
秦始皇统一中国后，实行郡县制，在河南设立了三川、颍川、南阳、河内、陈郡、东郡、砀郡七郡。
西汉时期，河南境内有弘农、河内、河南、颍川、汝南、陈留、南阳、魏郡8个郡，以及淮阳、梁国2个诸侯国。在郡和诸侯国之上，西汉在全国设立司隶校尉部和十三个州刺史部，作为监察区。河南分别属于司隶校尉部和豫州、兖州、荆州、冀州4州管辖，
东汉定都洛阳，河南设有弘农、河内、颍川、南阳、汝南、陈留、东郡、魏郡等8郡及陈、梁2个诸侯国，分别属于司隶校尉部及豫州、兖州、荆州、冀州、扬州5州管辖，

## 魏晋南北朝
东汉末年黄巾起义后，中原群雄割据，先是董卓于光熹昭宁元年进入洛阳，后废汉少帝而立汉献帝，迁都长安。国愈发混乱。
建安元年，曹操将汉献帝迎入自己的地盘许昌，建都许都。
建安五年，曹操在官渡之战中大败河北军阀袁绍，统一华北。
延康元年，献帝禅让予曹操之子曹丕，曹丕建立魏，都洛阳，丕谥号魏文帝。
魏虽鼎立中原，却无法消灭江南的吴与西南的蜀汉，遂与三分天下，史称三国。
到魏元帝在位时期，大夫司马昭已掌握实权，觊觎皇位。“司马昭之心，路人皆知”典出于此。
此时魏虽有邓艾、钟会大军平定蜀汉，但魏国表面上的浮华背后是强人预谋篡位。
司马昭篡位未成，其子司马炎最终使曹奂禅让，晋成立，都洛阳。史称西晋。
西晋立国十五年，杜预率领大军灭吴，全国统一。但此后仅仅过了十年，皇室内讧，兵戎相见，天下又乱，史称八王之乱。期间赵王司马伦一度攻克洛阳，囚禁晋惠帝，封赏百官，人数之多以至于官帽上需要的貂尾不够用，只能用狗尾充数，是为“貂不足，狗尾续”，后来演化为“狗尾续貂”。由此可见西晋政治体制的迅速腐化。
八王之乱凡十六年，国家元气大伤，原先的王侯中仅存东海王司马越。在内讧平息前两年，移民山西的南匈奴人和四川的氐人纷纷起兵造反，建立汉与成。又七年，汉军攻陷洛阳，俘虏晋怀帝。晋愍帝自立于长安，苟延残喘。又三年，汉军攻克长安，西晋灭亡。皇室余部南渡建康，司马睿重建晋朝，史称东晋，睿为晋元帝。
此后河南全境为游牧民族占据，先有前赵、后赵，再有前燕、前秦，竟由前秦一度统一华北，后由于淝水之战的失利而再次土崩瓦解。河南先后由后燕、后秦占有，但此时东晋军队在刘裕统帅下挥师北伐，节节胜利，使得晋朝收复黄河以南、淮河以北的广大地区，并一度光复长安与洛阳。十六国中的后起之秀、北朝的开山鼻祖——北魏与东晋划黄河而治。
北魏孝文帝元宏后来迁都洛阳，以进逼南朝。

## 隋、唐、五代
南北朝以後，河南洛陽逐漸成為國際大都市，隋唐洛阳为东都全盛時人口百萬，四方納貢，百國來朝，盛極一時。
公元690年，武则天夺李唐皇位，改国号“唐”为“周”，迁都洛阳，史称武周，也称“大周”，称洛阳为神都洛阳。
晚唐唐哀帝天祐四年（907年）梁王朱温篡位，朱温把唐朝皇帝挟持到洛阳，定都洛阳，唐朝灭亡。建国号“大梁”，史称“后梁”，改元“开平”至此，立国290年、传20帝的唐王朝灭亡，中国进入自魏晋南北朝以来又一次大分裂时期——五代十国。
五代十國时，五代首都都在今天的河南省境内。后梁（开封）、后唐（洛阳）、后晋（开封）、后汉（开封）、后周（开封）。
后唐到后汉期间，契丹首领耶律德光曾经一度进入河南，攻占洛阳与开封。

## 宋、金
宋代建都开封为“汴京”。河南其他地方分属京西北路，京西南路，京东西路等。
宋真宗景德元年（1004年），契丹兵临澶州（今河南濮阳），军民奋起抵抗，在寇准力谏下，真宗御驾亲征至澶。宋以少胜多，大败辽兵。辽军战败求和，双方签订了有名的“澶渊之盟”。
金时期，在河南设置了南京開封路等。金皇统四年（1144年）改澶州为开州，辖今濮阳、清丰。
金朝末期东北辽东和河北地区全部被蒙古攻占，金朝迁都开封，

## 元
元朝时属河南江北行省，治汴梁路（今河南开封县）。

## 明
在元末民变时，河南是遭受战争破坏严重的地区，千里无人烟，洪武年间由朝廷强制性组织了从山西来的大规模的移民。
1368年，大明建立，河南的省界已经与今天大致相同。下设8个府：开封、河南（洛阳）、归德（商丘）、南阳、汝宁（汝南）、卫辉、彰德（安阳）和怀庆（沁阳）。在开封还驻有周王。1641年，李自成攻占洛阳，杀福王朱常洵。1642年李自成的叛军三次攻打开封，在第三次攻城中，为了水淹叛军，官兵趁黄河涨水，连夜开挖城北的朱家寨和马家口，顿时开封变成一片汪洋，城里水深数丈，整座开封城，淤于水下，全城37万人只幸存3万人。
| 府         | 附郭县 | 散州、厅            | 县 |
| 开封府     | 祥符县 | 陈州 许州 郑州 禹州 | 中牟县 陈留县 杞县 兰阳县 仪封县 通许县 尉氏县 新郑县 密县 荥阳县 鄢陵县 洧川县 荥泽县 汜水县 河阴县 太康县 扶沟县 西华县 商水县 项城县 沈丘县 郾城县 长葛县 临颍县 襄城县 延津县 封丘县 原武县 阳武县 |
| 归德府     | 商丘县 | 睢州                | 永城县 夏邑县 宁陵县 虞城县 柘城县 鹿邑县 |
| 河南府     | 洛阳县 | 陕州                | 偃师县 巩县 登封县 孟津县 新安县 渑池县 宜阳县 嵩县 永宁县 灵宝县 绶乡县 卢氏县 |
| 南阳府     | 南阳县 | 邓州 裕州           | 新野县 唐县 内乡县 镇平县 南召县 叶县 舞阳县 泌阳县 桐柏县 淅川县 |
| 汝宁府     | 汝阳县 | 光州 信阳州         | 上蔡县 西平县 遂平县 真阳县 确山县 新蔡县 罗山县 光山县 固始县 商城县 息县 |
| 彰德府     | 安阳县 | 磁州                | 汤阴县 临漳县 林县 武安县 涉县 |
| 卫辉府     | 汲县   | /                   | 辉县 新乡县 获嘉县 淇县 胙城县 |
| 怀庆府     | 河内县 | /                   | 武陟县 修武县 孟县 温县 济源县 |
| 汝州直隶州 | /      | /                   | 郏县 宝丰县 鲁山县 伊阳县 |

## 清
明末清初（1630年—1662年）的战争，河南是遭受战争破坏严重的地区。康熙时，河南的农业经济得到恢复，期间重新开始成为重要的人口集中地和粮食主产区。开封仍为豫省省会，开封同时获得自明末李自成所酿“人祸”和清初的战乱以来的再次繁荣。和《石头记》、《海上花列传》等同样享有盛誉的清中期的豫人小说《歧路灯》中，对故事发生地省城开封的描述引人入胜。
1887年9月30日，郑州下汛十堡（今惠济区花园口镇石桥村）发生黄河决口，致使200多万（一说93万；一说最保守估计150万；一说700万）人罹难，清史研究学者夏明方称其为“近代中国人口损失最严重的一次洪水灾害”，英国密德萨斯大学国际关系学教授彼得·霍夫（Peter Hough）称其为“人类历史上最致命的自然灾害之一”。
1911年12月22日同盟会会员张钟端发动武装起义失败。河南与直隶、甘肃，是辛亥革命时期关内十八省效忠清王朝的三个省份。
| 府         | 附郭县 | 散州、厅         | 县                                                                                     |
| 开封府     | 祥符县 | 郑州 禹州 仪封厅 | 中牟县 陈留县 杞县 兰阳县 通许县 尉氏县 新郑县 密县 荥阳县 鄢陵县 洧川县 荥泽县 汜水县 |
| 归德府     | 商丘县 | 睢州             | 永城县 夏邑县 宁陵县 虞城县 柘城县 鹿邑县                                              |
| 陈州府     | 淮宁县 | /                | 太康县 扶沟县 西华县 商水县 项城县 沈丘县                                              |
| 河南府     | 洛阳县 | /                | 偃师县 巩县 登封县 孟津县 新安县 渑池县 宜阳县 嵩县 永宁县                             |
| 南阳府     | 南阳县 | 邓州 裕州        | 新野县 唐县 内乡县 镇平县 南召县 叶县 舞阳县 泌阳县 桐柏县 淅川县                      |
| 汝宁府     | 汝阳县 | 信阳州           | 上蔡县 西平县 遂平县 正阳县 确山县 新蔡县 罗山县                                       |
| 彰德府     | 安阳县 | /                | 汤阴县 内黄县 临漳县 林县 武安县 涉县                                                  |
| 卫辉府     | 汲县   | /                | 辉县 新乡县 获嘉县 滑县 淇县 浚县 延津县 封丘县 考城县                                 |
| 怀庆府     | 河内县 | /                | 武陟县 修武县 孟县 温县 济源县 原武县 阳武县                                           |
| 许州直隶州 | /      | /                | 郾城县 长葛县 临颍县 襄城县                                                            |
| 光州直隶州 | /      | /                | 光山县 固始县 商城县 息县                                                              |
| 陕州直隶州 | /      | /                | 灵宝县 绶乡县 卢氏县                                                                   |
| 汝州直隶州 | /      | /                | 郏县 宝丰县 鲁山县 伊阳县                                                              |

## 中华民国
在20世纪，随着平汉铁路（1906年通车）和陇海铁路（1910年开封到洛阳段通车，1918年修到徐州，1925年修到海州，1927年到灵宝，1935年修到西安，1937年到宝鸡，1945年到天水，1953年到兰州）的陆续修通，河南又成为重要的交通枢纽。
1912年，中华民國建立，廢府存道，設开封道、河洛道、汝阳道、河北道，道尹公置分别駐开封、洛陽、信阳、汲县。北洋军阀时期，1920年，洛阳曾是直系軍閥吴佩孚的基地，设有兩湖巡閱使公署和陸軍第三師司令部。1923年，河南省長公署遷至洛陽，洛陽成為河南省會。1926年，冯玉祥参加北伐战争，进驻河南。1930年，蒋介石和阎锡山、冯玉祥、李宗仁之间展开大规模内战──中原大战，河南是主要战场。蒋介石的中央军大获全胜。1932年1月，上海一二八事变后，南京国民政府定洛阳為行都，並遷洛辦公。同年十二月遷回南京。1928年－1932年期间，共产党的张国焘、徐向前等人在大别山区开辟武装割据的鄂豫皖革命根据地，一度威胁武汉。新集（今新县）是鄂豫皖根据地的首府，红军的第一架飞机“列宁号”在此诞生。
1923年2月4日，京汉铁路总工会宣布京汉铁路总同盟大罢工。2月7日吴佩孚对工人进行镇压，罢工领导人高斌及共产党员林祥谦、施洋等40多人牺牲，300多人负伤。
1938年6月，日军攻占开封后，国民政府挖开郑州花园口黄河大堤以阻止日军进攻郑州、武汉，但也造成河南、安徽、江苏三省40余县成为黄泛区，89.3万人命丧黄泉，1200万人流离失所，被迫迁移；黄河直至1946年方才回归故道。1939年秋，河南省政府再次迁洛阳。
1942年河南爆發重大旱災，據當時的國民政府統計，這一年總共造成了360萬老百姓餓死。
1948年，中国共产党军队占领开封、洛陽。

## 中华人民共和国

1975年8月河南“75·8”水库溃坝洪水淹没范围

1954年，河南省会从开封迁往郑州。1950年代初还短期存在过平原省，包括河南北部和山东西部，省会新乡，1952年撤销。
1954年1月，第一个五年计划中安排在洛阳西郊涧西区由苏联援建7个大型重工业：东方红拖拉机厂、洛阳矿山机器厂、洛阳轴承厂、洛阳铜加工厂、洛阳柴油机厂、洛阳耐火材料厂、洛阳热电厂；黄河冶炼厂。洛阳遂形成一座重要的新兴重工业城市。1954年，洛陽市升格為河南省直轄市。
1958年4月20日，在遂平县成立中国第一个人民公社──嵖岈山卫星人民公社，掀开了大跃进的序幕。在随后的三年大饥荒中，河南也是损失最惨重的省份，估计有几百万人死亡，其中著名的有信阳事件。
1975年8月，台风尼娜为河南等地带来暴雨，最终引致河南“75·8”水库溃坝，驻马店地区板桥、石漫滩两座大型水库，以及数十座中小型水库同时垮坝溃决，造成29个县市被淹，1100万亩农田受到毁灭性的灾害，1100万人受灾，24万人死亡，倒塌房屋596万间，冲走耕畜30.23万头，猪72万头，京广线被冲毁102公里。2005年该事件被美国《探索频道》评为世界历史上最重大的人为技术灾难第一名。

## 参看
- 中原文化